# Anoncus loderi
Anoncus loderi är en stekelart som först beskrevs av Hinz 1961.  Anoncus loderi ingår i släktet Anoncus och familjen brokparasitsteklar. Inga underarter finns listade i Catalogue of Life.